# Carex ecuadorica
Carex ecuadorica är en halvgräsart som beskrevs av Georg Kükenthal. Carex ecuadorica ingår i släktet starrar, och familjen halvgräs. Inga underarter finns listade i Catalogue of Life.